# Jan Polanc
Jan Polanc (ur. 6 maja 1992 w Kranju) – słoweński kolarz szosowy, zawodnik profesjonalnej grupy kolarskiej UAE Abu Dhabi.

## Najważniejsze osiągnięcia
2009
- 10. miejsce w Grand Prix Général Patton

2010
- 2. miejsce w Trofeo Guido Dorigo
- 3. miejsce w Trofeo Buffoni
- 4. miejsce w Giro della Lunigiana
  - 1. miejsce na 3. etapie
- 8. miejsce w Course de la Paix juniors
- 10. miejsce w Trofeo Karlsberg

2011
- 5. miejsce w Giro della Regione Friuli Venezia Giulia
- 5. miejsce w Trofeo Città di San Vendemiano
- 7. miejsce w GP di Poggiana
- 8. miejsce w Trofeo Banca Popolare di Vicenza
- 8. miejsce w Giro del Belvedere
- 10. miejsce w Trofeo ZSŠDI

2012
- 1. miejsce w Mistrzostwach Słowenii U-23 (ITT)
- 1. miejsce w Piccolo Giro di Lombardia
- 2. miejsce w Okolo Jižních Čech
- 5. miejsce w Czech Cycling Tour
- 6. miejsce w Trofeo Città di San Vendemiano
- 9. miejsce w Giro della Regione Friuli Venezia Giulia
- 9. miejsce w Trofeo ZSŠDI
- 9. miejsce w Trofeo Banca Popolare di Vicenza

2013
- 1. miejsce w Giro della Regione Friuli Venezia Giulia
  - Zwycięzca klasyfikacji młodzieżowej
  - 1. miejsce na 4. etapie
- 2. miejsce w Tour de Slovénie
  - Zwycięzca klasyfikacji młodzieżowej
- 5. miejsce w Course de la Paix U23
- 5. miejsce w La Côte Picarde
- 8. miejsce w GP Kranj
- 10. miejsce w Istrian Spring Trophy

2014
- 9. miejsce w Japan Cup

2015
- 1. miejsce na 5. etapie Giro d'Italia

2016
- 1. miejsce na 4. etapie Giro d'Italia

2021
- 2. miejsce w mistrzostwach Słowenii (jazda indywidualna na czas)
- 2. miejsce w mistrzostwach Słowenii (start wspólny)

2022
- 1. miejsce w Trofeo Laigueglia
- 3. miejsce w mistrzostwach Słowenii (jazda indywidualna na czas)